# Вергилий, читающий «Энеиду» Октавии и Августу
«Вергилий, читающий „Энеиду“ Октавии и Августу» — картина австрийской художницы Ангелики Кауфман из собрания Государственного Эрмитажа.
Картина иллюстрирует случай, произошедший во время чтения Вергилием «Энеиды» римскому императору Октавиану Августу и его сестре Октавии. В тот момент, когда Вергилий зачитывал вслух фрагмент 6-й песни о сыне Октавии Марке Клавдии Марцелле, сама Октавия потеряла сознание. Вергилий держит в руках свиток, на котором читается надпись «Tu Marcellus eris…», сам Август с двумя служанками пытаются помочь Октавии, за аркой на дальнем плане виднеется храм Юпитера Громовержца на Капитолии.
Картина написана по заказу последнего польского короля Станислава Августа Понятовского в августе 1788 года и хранилась в Лазенковском дворце в Варшаве, откуда в 1902 году поступила в Эрмитаж.

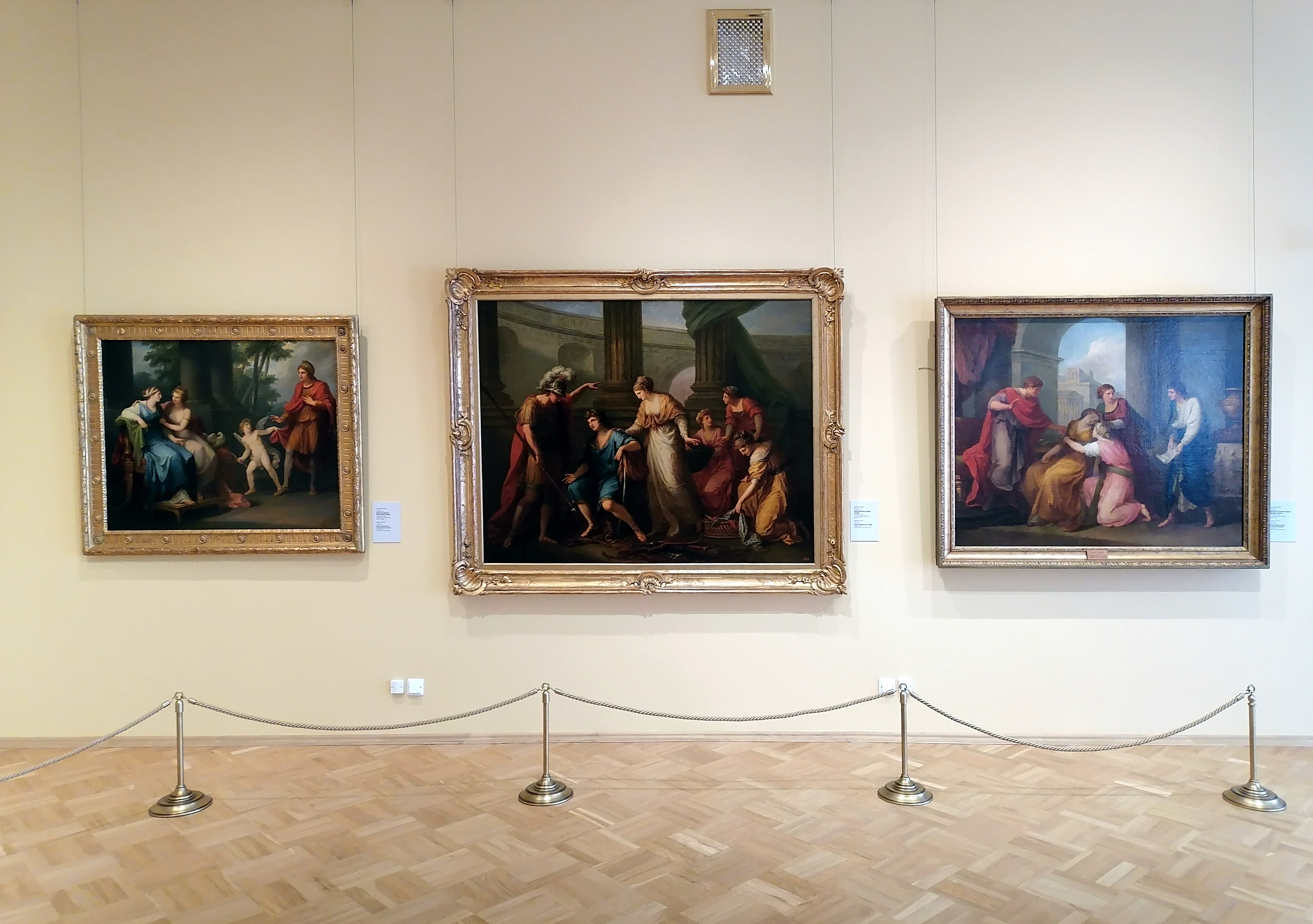
Картины А. Кауфман в 348 зале Зимнего дворца

Кандидат искусствоведения, старший научный сотрудник Отдела западноевропейского изобразительного искусства Государственного Эрмитажа Ч. А. Мезенцева в своём очерке искусства Германии XV—XVIII веков, проводя детальный анализ картины, отмечала:

Индивидуальность автора проявилась здесь в обращении к интимному миру человеческих переживаний, а не к сценам триумфов или героических битв. …есть то, что отсутствует во многих композициях, благополучно построенных по всем заветам академического искусства, — глубокое лирическое чувство и неподдельная искренность сопереживания героям.
Тонкое чутьё в выборе оттенков цвета позволяет сделать колорит нежно-дымчатым, приятным для глаза. Создаётся органичная атмосфера хрупкого внутреннего мира героев, способного разрушиться от малейшего диссонанса — проникновения инородного цветового акцента.

Картина выставлялась в здании Малого Эрмитажа в зале 255, с лета 2021 года находится в Запасной галерее Зимнего дворца, зал 348.
Известно авторское повторение картины, выполненное Ангеликой Кауфман для англичанина Меттенеса.